# Ernst Paar

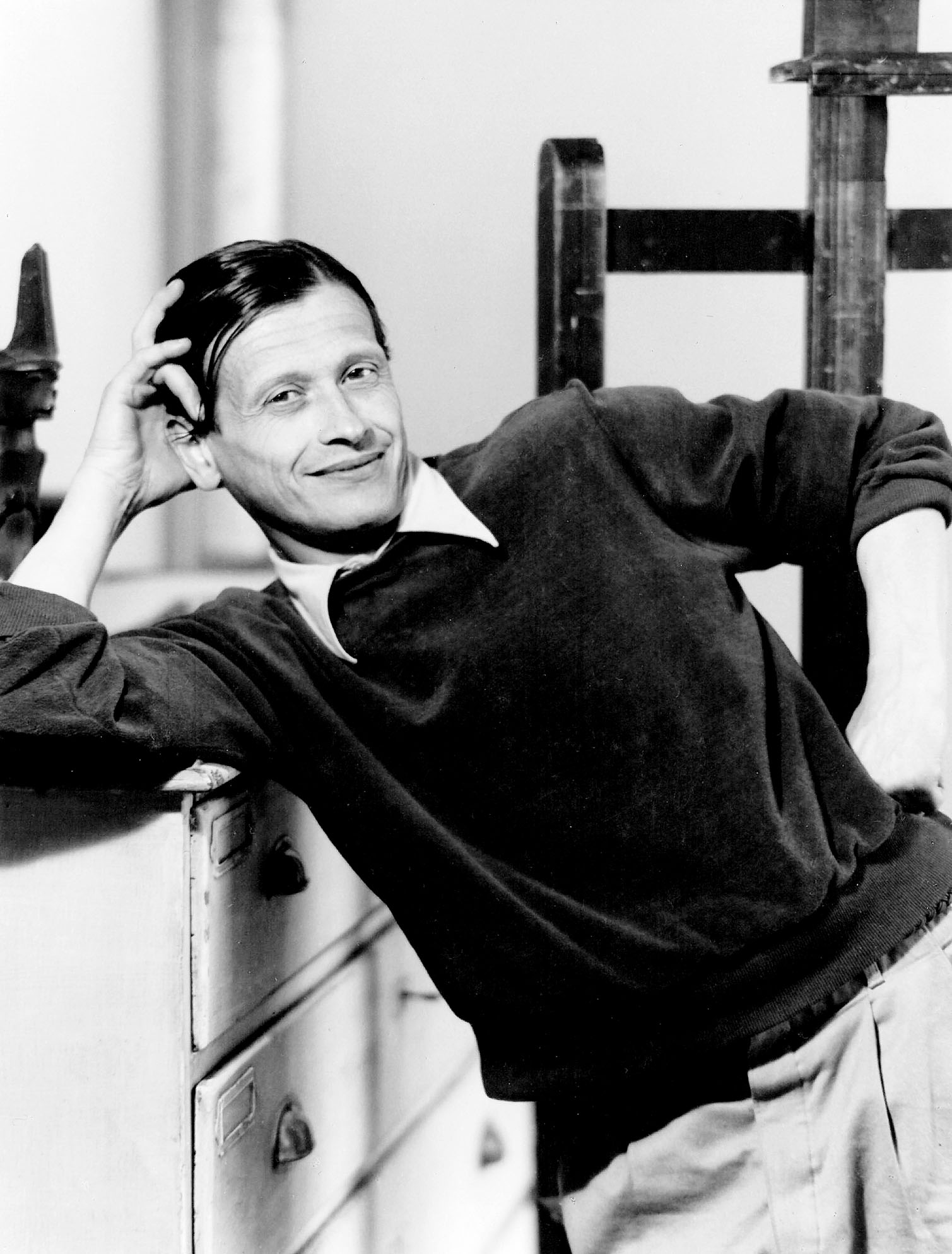
Ernst Paar in seinem Atelier

Ernst Paar (* 15. August 1906 in Graz, Österreich; † 25. Jänner 1986 in Wien, Österreich) war ein österreichischer Maler und Grafiker. Er war Mitglied des Hagenbundes und Gründungsmitglied der Künstlervereinigung „Der Kreis“.

## Leben

### Frühe Jahre und Ausbildung
Ernst Paar wurde als Sohn eines Kaufmanns und späteren Handelsangestellten in Graz geboren. Er besuchte vom 15. bis zum 16. Lebensjahr neben seiner Lehre als Lithograf in der bekannten Großdruckerei Matthey/Wall in Graz den einen einjährigen Lehrkurs. 1922 begann er, ebenfalls neben der Lithografenlehre, seine Ausbildung zum Maler. Er frequentierte außerdem regelmäßig den Abendakt an der Landeskunstschule. Obwohl sein künstlerisches Talent während der Lehre erkannt und ihm sein Stipendium an der Landeskunstschule zugesagt wurde, sprach sich sein Vater gegen das Studium der Malerei aus.
Nach seiner Lehre ging er 1925 nach Stuttgart in Deutschland und volontierte anfangs in einer reproduktionstechnischen Anstalt, um das damals noch neue Verfahren der Fotolithografie für den Offsetdruck zu erlernen. Er fand eine Anstellung als Lithograf und begann als Werkstudent seine Ausbildung an der Akademie der bildenden Künste in Stuttgart. Von Anfang 1926 bis Ende 1927 war er an dieser Akademie ordentlicher Studierender in der Zeichenklasse bei Hans Spiegel. Seinem Brotberuf ging er nur mehr an zwei Tagen in der Woche nach. Im Herbst 1927 wechselte er ebenfalls als Werksstudent nach Berlin, kehrte allerdings knapp ein Jahr später 1928 nach Stuttgart zurück.
Die Weltwirtschaftskrise machte sich auch bei ihm bemerkbar und so nahm er in Stuttgart eine neue Stellung als Entwerfer und Reproduktionsgrafiker an, hatte aber, da es ein unglückseliges Arbeitsverhältnis war, die Entlassung provoziert und war mit einem Stuttgarter Malerkollegen nach Graz zurückgekehrt. Dort nahm er eine Stelle als Lithograf an, um die Familie unterstützen zu können. In seiner freien Zeit entstanden auch viele Aquarelle und Gemälde, darunter zwei der ganz seltenen Bilder der 1938 von den Nationalsozialisten niedergebrannten Grazer Synagoge. Er lernte Wilhelm Thöny näher kennen, den Präsidenten der Sezession Graz, der diese wichtigste Vereinigung der steirischen Moderne zu einem Mittelpunkt des kulturellen Lebens in Graz gemacht hatte. Thöny war begeistert von Paris, wo er sich 1929 einige Wochen aufgehalten hat. Auch Ernst Paar war von der damaligen „Welthauptstadt der Kunst“ angezogen und entschloss sich, seine künstlerische Ausbildung hier fortzusetzen. Knapp zwei Jahre, von Anfang 1930 bis Ende 1931, studierte er in Paris mit seinem Malerfreund Hans Stockbauer an der Académie Julian.
Im Herbst 1931 kehrte Paar nach Graz zurück. Die Weltwirtschaftskrise ging ihrem Höhepunkt zu. Er fand nur Gelegenheitsarbeiten. 1932 wurde er Mitglied der Sezession Graz und stellte erstmals und mit Erfolg aus. In diesem Jahr malte er vor allem Hinterhöfe, Fabriken und Stadtlandschaften. 1933 übersiedelte er nach Wien und wurde bald in den Hagenbund aufgenommen, in die damals modernste Wiener Vereinigung, und war bis zur Auflösung durch die Nationalsozialisten eines der aktivsten Mitglieder und an fast allen Ausstellungen beteiligt.
1933 und 1934, zwei Jahre nach seinem Parisaufenthalt, entstanden kubistisch-abstrahierende Bilder, in denen er seine Eindrücke aus Frankreich eigenständig umsetzte. In seiner Auseinandersetzung mit dem Kubismus zählt er in Österreich zu den wenigen Künstlern, die diese Stilrichtung rezipieren. In der Steiermark ist es vor allem Alfred Wickenburg, der bereits 1921 den Kubismus in seinen Stil integriert hat, und Georg Pevetz. Sonst kennt man Vergleichbares nur von seinen Freunden Hans Stockbauer und Kurt Weber sowie von Grete Wilhelm. Die Voraussetzungen zu seiner, für heimische Verhältnisse frühen, Rezeption dieser in Österreich erst nach dem Krieg wieder aktualisierten Stilrichtung liegen auch in der Orientierung der steirischen Kunst der Zwischenkriegszeit am Kunstgeschehen in Paris und der wichtigen Rolle Thönys und vor allem Wickenburgs, der vor dem Ersten Weltkrieg 3 Jahre in Paris studiert hat.

### Zwischenkriegszeit 1934–1938
Die Machtübernahme Engelbert Dollfuß’ und der Arbeiteraufstand im Februar 1934 hinterließen nach heutigem Wissensstand keine Spuren in seinem Werk. Er selbst hat keine Aufzeichnungen über seine politische Einstellung in dieser Zeit hinterlassen, auch Dokumente konnten bisher keine gefunden werden. Eine Gemeinschaftsarbeit vom Mai 1934 mit Rudolf Pointner, Franz Senkinc, Otto Rudolf Schatz und Franz Schacherl in dessen „Hausbuch“, und eine von ihm gestaltete Seite vom 19. November 1935, lassen Rückschlüsse über seinen Freundeskreis und seine politische Haltung zu. Der Künstlerkreis um Franz Schacherl ist regimekritisch eingestellt, was nicht nur das „Hausbuch“ dokumentiert, sondern auch die Verhaftung einiger Mitglieder nach dem Februar 1934. Ob Ernst Paar wie Rudolf Pointner selbst aktiv war, konnte nicht geklärt werden. Rudolf Pointner und Franz Schacherl kannte Ernst Paar aus Graz und Otto Rudolf Schatz wohnte Tür an Tür mit ihm im selben Haus. Das „Hausbuch“ Franz Schacherls ist neben den Aufschlüssen über den links intellektuellen Widerstand in Wien auch ein eminent wichtiges Dokument für die stilistische Entwicklung in Österreich. Zwischen 1934 und 1936 kehrte Ernst Paar langsam zu realistischeren, neusachlichen Gestaltungsformen zurück. Er orientierte sich dabei aber nicht an der Heimatkunst, sondern an Künstlern wie Max Beckmann, der vor den Nationalsozialisten flüchten und ins Exil gehen musste. Im Jahr 1935 heiratete er in Wien Grete Roth. Er fand öffentliche Anerkennung für seine Kunst in der Steiermark. 1935 erhielt er die silberne Medaille der Stadt Graz für Malerei. 1936 war Ernst Paar Mitglied der Hängekommission des Hagebundes bei der „Sonderausstellung Steirische Kinderkunst“, die Friedrich Aduatz zusammengestellt hat. Ernst Paar selbst nahm in diesem Jahr auch an einer Ausstellung in Brüssel teil. Die schlechte wirtschaftliche Lage zwang ihn, 1937 mit gebrauchsgrafischen Tätigkeiten zu beginnen, um sich finanziell über Wasser zu halten. Der private Markt für moderne Kunst wird immer enger, Förderungen des Ständestaates bekommt er keine mehr. Bei der 73. Hagenbundausstellung im Jänner 1937 war Paar ein ganzer Saal gewidmet, sein Name hat in Wien einen guten Klang. Er stellte Stillleben und Landschaften aus und fand viel Beachtung in der Presse. In dieser Zeit drängte er die Sezession Graz zu einer Ausstellung im Hagenbund, für die er bereits eine Zusage hatte. Die Ausstellung kam aber nicht mehr zustande.

### Zeit des Nationalsozialismus
Nach der Besetzung Österreichs und dem Anschluss an das Deutsche Reich war er als moderner, linksorientierter Künstler in einer schwierigen Situation. Der Hagenbund wurde aufgelöst und Paar musste um die Anerkennung seiner künstlerischen Existenz kämpfen. Als freischaffender Künstler anerkannt zu werden, scheint ihm nicht gelungen zu sein, denn 1939 bis 1942 ist er als Hausgrafiker in einem Versicherungskonzern tätig, in einem, laut seinen Tagebuchaufzeichnungen, „unglückseligen Arbeitsverhältnis“. Bei seiner Anstellung wurde er politisch überprüft. Die Erhebungen der Kreisleitung III der NSDAP in Wien gegen den Volksgenossen Paar, die vor dem Mai 1939 „gepflogen“ wurden, ergaben in politischer Hinsicht keine Bedenken. In dieser Zeit hatte er freundschaftlichen Kontakt zu Regimegegnern wie Otto Rudolf Schatz, der in der Tschechoslowakei untergetaucht war, zu Karl Wiener und Margret Bilger. 1942 war als „freier Mitarbeiter“ – in Wirklichkeit dienstverpflichtet – im Institut für Ausstellungstechnik und Bildstatistik der „Südosteuropagesellschaft“ beschäftigt.
Während der NS-Zeit nahm Paar an keiner Ausstellung in der Steiermark teil. In Wien stellte er zu Ostern 1942 in der Galerie Welz (ehem. Würthle) in einer Gruppenausstellung aus. Peter Richard Oberhuber berichtete, dass die Ausstellung durch die Reichskulturkammer vier Tage nach der Eröffnung verboten wurde. Der Grund waren stilistische Abweichungen in Richtung Expressionismus, der zu den „entarteten Kunstrichtungen“ gezählt wurde und wahrscheinlich auch die problematischen Themen der Bilder. Ausgestellt hatte eine Gruppe steirischer Maler, die alle aus der verbotenen und von den Nazis vor 1938 besonders heftig angegriffenen Grazer Sezession stammten: Außer Paar waren dies Hans Fronius, Oberhuber, Stockbauer, Fritz Silberbauer, Rudolf Szyszkowitz, Alois Thum und Wickenburg. Die erhalten gebliebenen Bilder Paars aus dieser Zeit zeigen Großteils sowohl stilistisch als auch inhaltlich keinerlei Anpassungstendenzen, sie sind Dokumente dafür, dass er seinen modernen Malstil beibehält und sich eindeutig jenseits der stilistischen Toleranzgrenze der Machthaber positioniert. Dass er solche Bilder bei Welz gezeigt hat, ist auszuschließen, es dürften wohl einige seiner gemäßigt expressiven Landschaften gewesen sein. Die modernen Arbeiten musste er verstecken oder konnte sie nur dem engsten Freundeskreis zeigen.
Über eine Mitgliedschaft bei der „Reichskammer der bildenden Künste“ (RKdbK), bei der alle Künstler sein mussten, die ihren Beruf ausüben wollten, konnten keine Dokumente gefunden werden. Zumindest eine Anerkennung einer künstlerischen Nebenbeschäftigung durch das Regime in Form eines „Befreiungsscheins“ ist angesichts der Teilnahme an der Ausstellung bei Welz aber naheliegend, da alle Nichtregistrierten prinzipiell Ausstellungsverbot hatten. Im Herbst 1943 wurde auch Ernst Paar in den Krieg geschickt. Ob er wegen seiner Teilnahme an der später geschlossenen Ausstellung bei Welz oder aus anderen Gründen beruflich plötzlich nicht mehr „unabkömmlich“ ist, bleibt unklar. Ernst Paar wurde an die Ostfront kommandiert, kam aber dann doch in eine Einheit, die in Münster in Deutschland stationiert war, bei der er mit anderen Malern als Zeichner „Aufnahmen“ und „Auswertungen“ machen musste. In seiner freien Zeit konnte er bei einer befreundeten Familie zeichnen und aquarellieren und sogar bei einer Weihnachtsausstellung in Stuttgart, wo seine Schwester Bertha wohnte, einige Landschaftsbilder verkaufen. Später kam er nach Belgien, gegen Kriegsende in russische Gefangenschaft und kehrte bereits im Oktober 1945 nach Wien zurück.

### Zeit nach dem Krieg und Gründung der Künstlergruppe „Der Kreis“
Ernst Paar etablierte sich nach dem Krieg in Wien allmählich wieder als Gebrauchsgrafiker. Schon ab 1946 beteiligte er sich an Ausstellungen im In- und Ausland als Mitglied der wiedergegründeten Sezession Graz. Er war im Juni 1946 eines der 10 Gründungsmitglieder und von 1948 bis 1950 Präsident der Künstlergruppe „Der Kreis“ in Wien und hatte großen Anteil am Erfolg dieser Vereinigung. Andere Mitglieder waren in der frühen Zeit der Vereinigung u. a. die Emigranten Greta Freist und Gottfried Goebel sowie Hans Stockbauer, Arnulf Neuwirth, Karl Prantl, Josef Schagerl, Hubert Fischlhammer.

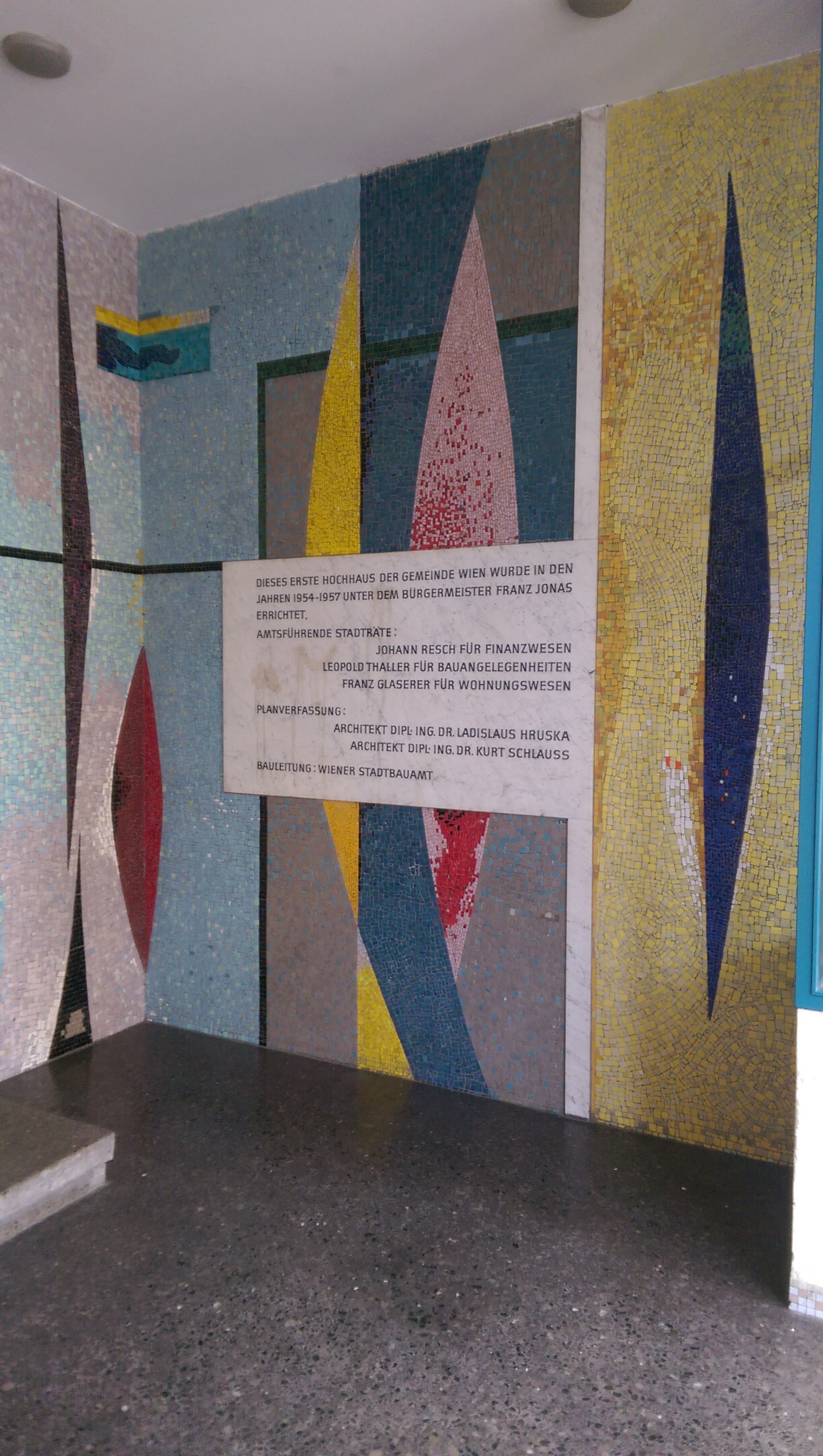
Mosaik im Matzleinsdorfer Hochhaus

Mit Beginn des Jahres 1948 trat er eine Assistentenstelle an der Akademie für bildende Kunst in Wien an. Wegen einer karikierenden Zeichnung im linksintellektuellen, der KPÖ nahestehenden „Österreichischen Tagebuch“, verweigerte der ÖVP-Unterrichtsminister Felix Hurdes die Unterschrift zu seiner Berufung, weil er die Karikatur als Schmähung der Regierung betrachtete. Ende Jänner musste Ernst Paar die Akademie verlassen. Paar reagierte offensiv: 1949 antwortete er auf diesen Akt der politischen Disziplinierung wegen KPÖ-Nähe mit einer Reihe von Ausstellungen, die zeigten, dass er zu den bedeutenden österreichischen Künstlern zählte: Er hat eine Einzelausstellung in der renommierten Galerie Würthle in Wien, die vom damaligen sozialistischen Bürgermeister von Wien, Theodor Körner, eröffnet wurde, stellte in Prag und Brünn aus und wurde in Bengtfors in Schweden in einer Einzelausstellung präsentiert. 1950 hatte er eine Personalausstellung an der Neuen Galerie Graz und 1954 in Linz. Bei fast allen thematischen Großausstellungen in Wien war er bis in die 1950er Jahre gestaltend beteiligt, u. a. bei „Wien baut auf“ und bei der Gewerbeausstellung 1951, bei der u. a. seine Freunde Heribert Potuznik und Hans Stockbauer seine Mitarbeiter waren. In diesem Jahr trat er aus der Berufsvereinigung bildender Künstler Österreichs aus, da er Mitglied der Föderation moderner bildender Künstler Österreichs geworden war. Albert Paris Gütersloh war hier Obmann, er war mit Carry Hauser und Gustav K. Beck einer der Stellvertreter. Die Föderation wurde als Reaktion auf die zahlreichen Angriffe auf die Vertreter der modernen Kunst vom ART CLUB, dem „Kreis“, der Sezession Graz und anderen progressiven Vereinen gegründet. Im Vorstand dieser Föderation war er später auch als Delegierter der Grazer Sezession tätig.
1950 stellte er in der Neuen Galerie in Graz Grafik und Malerei aus. Im Jahr 1951 – Ernst Paar ist inzwischen Vizepräsident des „Kreis“ – organisierte er in der Leykam-Passage in Graz eine Ausstellung mit Werken kleinen Formats. Auch Friedensreich Hundertwasser stellte bei dieser Gelegenheit erstmals in Graz aus.
Im Auftrag der Gemeinde Wien führte er 1952 zwei große Sgraffiti aus. 1953 erhielt er den 1. Preis beim Wettbewerb für das Plakat der Wiener Festwochen, es wurde aber nicht gedruckt, wie die meisten seiner prämierten Arbeiten. 1954 bewarb er sich um die Leitung der Abteilung Gebrauchsgrafik an der Wiener Akademie für angewandte Kunst, wurde aber nicht berufen. 1955 beteiligte er sich an der großen Ausstellung „10 Jahre Malerei und Plastik in Österreich“ im Künstlerhaus und stellte in der Zürcher Galerie Zeno und in Victoria, Kanada, aus. Im Mai 1956 hatte er eine Personale in der „Neuen Galerie“ in Wien. Ein damals aufgelegtes Besucherbuch gibt Auskunft über seinen umfangreichen Freundes- und Bekanntenkreis. Darunter sind u. a. der Schriftsteller Theodor Sapper, dessen noch immer unveröffentlichter Roman „Kettenreaktion Contra“ laut Elias Canetti eine der bedeutendsten kritischen Auseinandersetzungen mit dem Faschismus darstellt, die unter der NS-Herrschaft entstanden sind und eine Eintragung von Axl Leskoschek, die auf eine alte Freundschaft schließen lässt. Im Mai Im Juni 1956 präsentierte ihn die Neue Galerie am Joanneum in Graz in einer Gruppenausstellung.
Anlässlich seines 50. Geburtstags hatte er im September 1956 eine große Personale im Wiener Künstlerhaus im Rahmen der Künstlergruppe „Der Kreis“, das Bundesministerium für Unterricht kaufte für die Österreichische Galerie das Bild „Ansicht von Paris“, die Albertina erwarb Aquarelle. 1960 nahm er an der Ausstellung der noch lebenden Mitglieder des alten Hagenbundes teil, bei der jedes Mitglied zwei Werke aus der Zeit vor dem NS-Verbot und zwei neue Werke zeigte. An dieser Ausstellung nahmen auch die Emigranten teil. Im Juni 1962 hielt er im Namen der Mitglieder des ehemaligen Hagenbundes in der Gedächtnisausstellung für Otto Rudolf Schatz die Eröffnungsrede. In diesem Jahr war er bei der Ausstellung österreichischer Grafik in Ljubljana vertreten.

### Späte Jahre

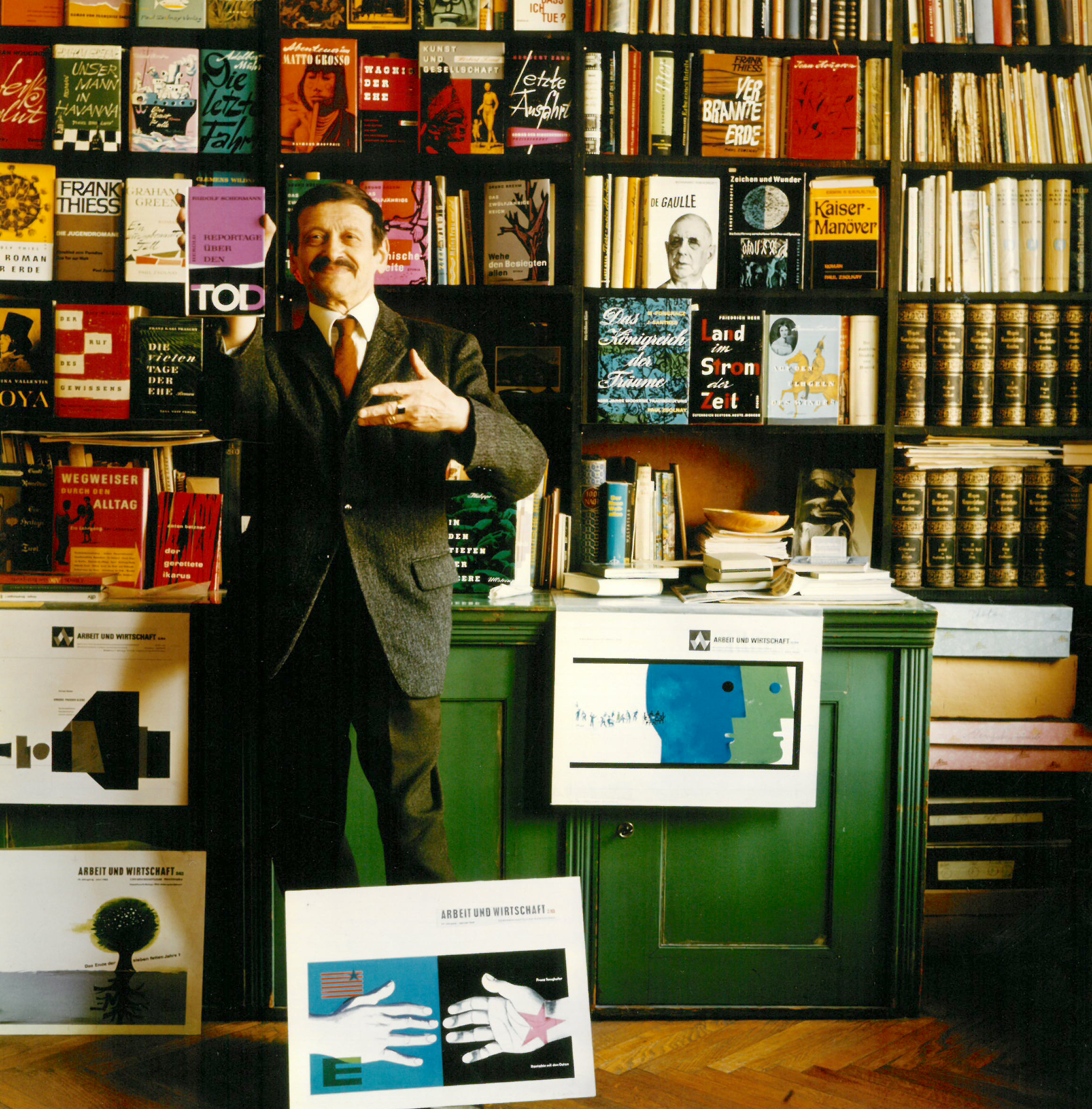
Paar vor seinen zahlreichen Illustrationen

Sein Hauptgebiet als Gebrauchsgrafiker war in der Zeit des Wirtschaftswunders das der Buchumschläge und Bucheinbände, die er vor allem für den Zsolnay-Verlag machte. 1963 erhielt er den Theodor Körner-Preis. 1965 wurde er mit dem Preis der Stadt Wien für Angewandte Kunst ausgezeichnet. Paar gestaltete in diesen Jahren auch mehrere Mosaike und Plastiken für die Gemeinde Wien aus. 1970 gestaltete er eine Wandmalerei im Ausmaß von 11 mal 3 Meter für das Pensionistenheim in Döbling. Ernst Paar erhielt zahlreiche, darunter erste Preise bei Plakat- und gebrauchsgrafischen Wettbewerben.
Zahlreiche Personalausstellungen, in denen freie Graphik und Malerei gezeigt wurden, hatte er dennoch: u. a. 1965 im Museum für angewandte Kunst in Wien, 1971 im Kulturhaus Graz und in der Wiener Sezession, 1974 in der Sezession Graz und 1978 in der Galerie Würthle in Wien. 1984 war er in der Salzburger Ausstellung Österreichische Aquarellisten mit Arbeiten vertreten, die in der Presse besondere Beachtung fanden. Jan Tabor meinte, seine Zeichnungen und Aquarelle stünden jenen Wilhelm Thönys nicht nach. Er zählte ihn mit seinen Ölbildern der Zwischenkriegszeit zu den interessantesten Vertretern der österreichischen, klassischen Moderne.
Im Jahr 2016 fand eine Verkaufsausstellung, für die eigens ein Buch herausgegeben wurde, in der galerie artziwna in Wien statt.

### Tod
Ernst Paar starb am 25. Jänner 1986 in Wien. Er wurde in einem Ehrengrab am Wiener Zentralfriedhof bestattet.

## Auszeichnungen
- 1935 Silber-Medaille der Stadt Graz in Malerei
- 1956 Verleihung des Professortitels
- 1963 Theodor Körner Preis
- 1965 Preis der Stadt Wien für Angewandte Kunst
- 1969 Staatspreis für Arbeiten aus allen Gebieten der angewandten Kunst
- 1982 Ehrenmedaille der Stadt Wien in Silber
- 1986 Ehrengrab der Stadt Wien am Wiener Zentralfriedhof